# Luis de Pagés
Luis de Pagés y Caballero (Barcelona, 24 de febrero de 1831-Betelu, 1880) fue un militar español. 
Procedente del Cuerpo de artillería del Ejército español, al proclamarse la Primera República se adhirió al carlismo y fue Coronel y Director de una Academia de Oficiales de artillería de campaña establecida en Azpeitia durante la tercera guerra carlista.

## Biografía
Nació en Barcelona, hijo de José de Pagés Bañuls y Carlota Caballero Dusmet, siendo bautizado en la iglesia de Santa María del Pino el 25 de febrero de 1831. Su padre había sido segundo comandante del primer regimiento de granaderos de la Guardia Real de Infantería con Fernando VII, por quien había sido condecorado con la cruz de la Orden de San Hermenegildo.
Luis de Pagés ingresó como cadete de Artillería en la Academia de Segovia el 11 de noviembre de 1846, ascendiendo a Subteniente alumno en 1849 y a Teniente del Cuerpo en 1851. Por antigüedad fue promovido al empleo de Capitán en 1859, a Comandante en 1868 y a Teniente coronel en 1872. Durante este largo espacio de tiempo desempeñó diferentes servicios, tanto científicos como militares, y operaciones de guerra, en Regimientos de a pie, de campaña y Remonta de Conanglell, captándose siempre el aprecio de sus superiores, obteniendo cruces y ascensos.

### Tercera guerra carlista
Tras disolverse el Cuerpo de Artillería el 11 de febrero de 1873, el Teniente coronel Pagés, que se hallaba en Fuenterrabía, se presentó a mediados de dicho año al Comandante general carlista de la frontera. Entró a fines de 1873 en territorio carlista y se hizo cargo desde entonces de la dirección de la Fundición de proyectiles de Vera, en Navarra, que en aquella fecha organizaba el Comandante Lecea.
Terminada completamente la organización de esta fábrica, y no siendo ya en ella necesarios los servicios del Coronel Pagés, pasó, de orden del Comandante general de Artillería, a reorganizar la Maestranza, Pirotecnia y Fundición de Azpeitia, donde se había ya refundido la que en Vizcaya había montado el Capitán García Gutiérrez.

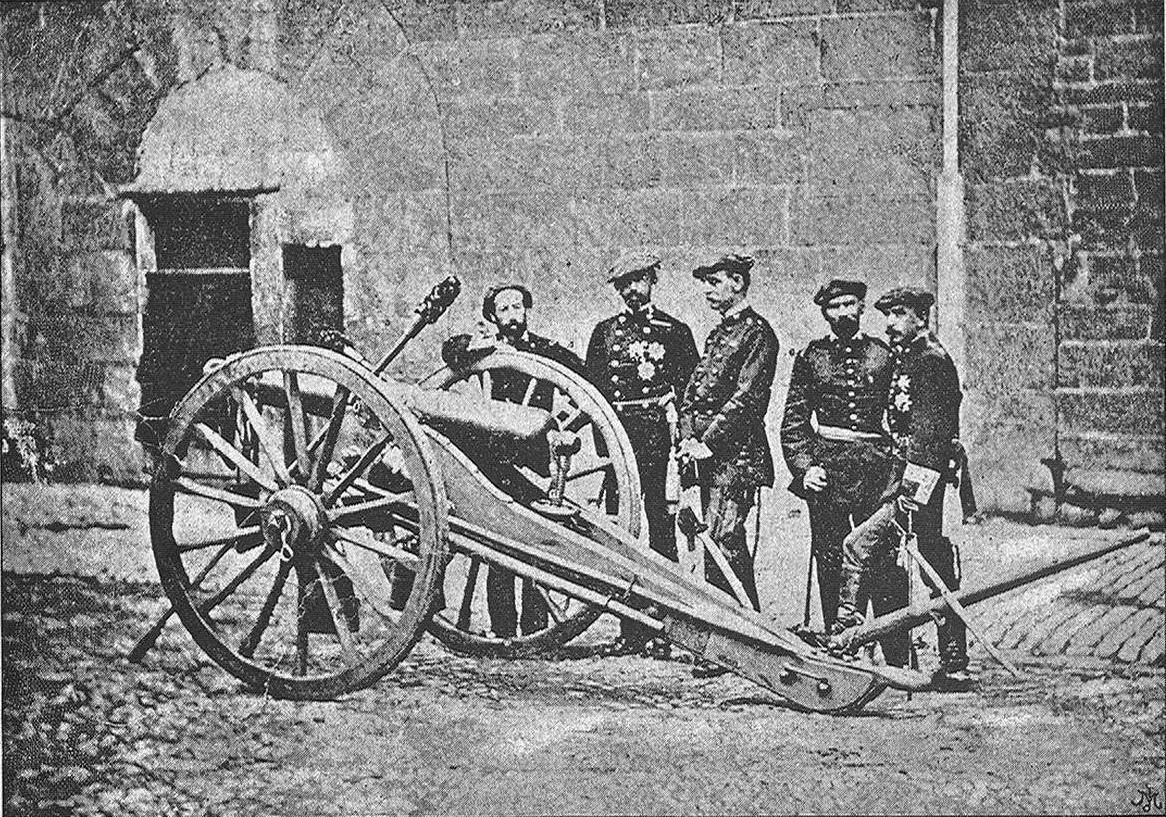
El Brigadier de Artillería Luis de Pagés (2.º por la izquierda), junto con los Generales de Artillería Antonio de Brea y Juan María Maestre, el General de Ingenieros Amador del Villar y el Coronel Amado Claver.

Al frente del establecimiento permaneció el Coronel Pagés hasta mediados de 1875, desempeñando simultáneamente la dirección de la Academia de Oficiales de campaña (creación del General Maestre), y de donde salió una masa de Oficiales que llenó el vacío de su clase que existió siempre para tan gran número de cañones; pues hubo ocasiones en que cada Oficial facultativo se veía en la precisión de tener a su cargo 14 y hasta 25 bocas de fuego; lo cual no hubiera podido lograrse sin la ayuda de los Oficiales de campaña, que trabajaron con fe y entusiasmo en todas ocasiones.
También desempeñó Pagés la Comandancia de la Artillería en el sitio de Guetaria y alturas de Gárate, así como en la línea artillada de Guipúzcoa, sobre Hernani y la costa, en premio de cuyos múltiples y relevantes servicios y hechos de guerra fue promovido a Brigadier, haciéndose cargo al poco tiempo de la Mayoría general del Cuerpo.
En este destino permaneció hasta el fin de la guerra, asistiendo a varios hechos de armas. Fue definido por Francisco de Paula Oller como «un modelo de caballeros valientes y entendidos».
Acabada la guerra, permaneció emigrado en Francia hasta 1879, año en que pudo regresar a España. A pesar de los ruegos de sus parientes y amigos, se resistió constantemente a los beneficios de la amnistía y, despidiéndose de su carrera militar, fundó una casa de comisión en Hendaya junto con un hermano de su difunta esposa, negocio con el que se ayudaba para subvenir a la educación de sus hijos.
Falleció en Betelu (Navarra) a los 49 años de edad, después de largos padecimientos contraídos en los últimos meses de la campaña del Norte. Estuvo casado con María del Rosario Bordiu (fallecida en mayo de 1873, poco antes de que Pagés marchase al campo carlista). Fue a la vez tío y suegro del ministro Francisco Javier Ugarte Pagés y abuelo del escritor y director de cine Eduardo Ugarte.